# Žrnovnica (plaats)
Žrnovnica is een plaats in de gemeente Split in de Kroatische provincie Split-Dalmatië. De plaats telt 2.524 inwoners (2001).